# 塞勒河畔克鲁瓦西
塞勒河畔克鲁瓦西（法語：Croissy-sur-Celle，法語發音：[kʁwasi syʁ sɛl]）是法国瓦兹省的一个市镇，属于博韦区。

## 地理
塞勒河畔克鲁瓦西（49°41'46"N, 2°10'15"E）面积11.1 平方千米，位于法国上法蘭西大區瓦兹省，该省份为法国北部内陆省份，北起索姆省，西接厄尔省和滨海塞纳省，南至塞纳-马恩省和瓦兹河谷省，东临埃纳省。
与塞勒河畔克鲁瓦西接壤的市镇（或旧市镇、城区）包括：布朗福塞、博讷伊莱索、方丹-博讷洛、古伊莱格罗塞莱耶、拉瓦克里、贝勒斯、蒙叙尔、罗日。

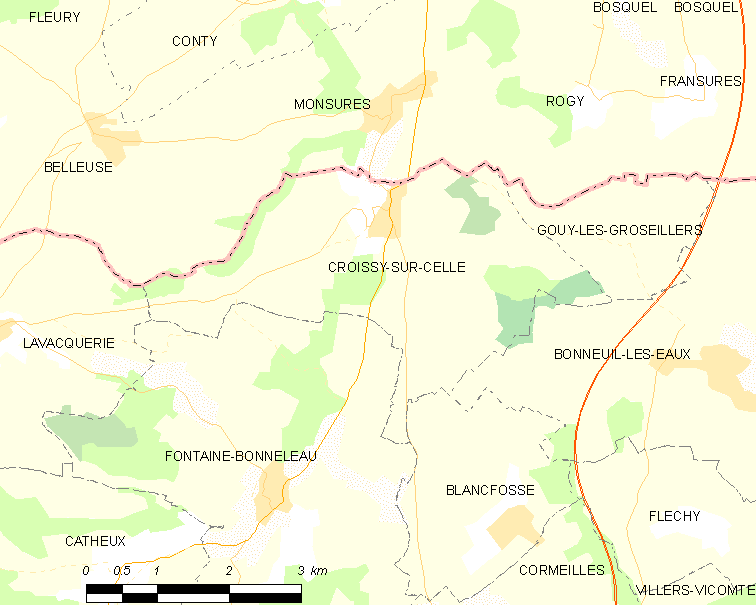
塞勒河畔克鲁瓦西的OSM定位图

塞勒河畔克鲁瓦西的时区为UTC+01:00、UTC+02:00（夏令时）。

## 行政
塞勒河畔克鲁瓦西的邮政编码为60120，INSEE市镇编码为60183。

## 政治
塞勒河畔克鲁瓦西所属的省级选区为圣瑞斯特昂绍塞县。

## 人口

1962-2008年间塞勒河畔克鲁瓦西人口变化图示

塞勒河畔克鲁瓦西于2022年1月1日时的人口数量为234人。